# Yvonne Murrayová
Yvonne Carol Grace Murray-Mooney (* 4. října 1964, Musselburgh, East Lothian, Skotsko) je bývalá skotská atletka, jejíž hlavní disciplínou byl běh na 3000 metrů.
Největší úspěchy zaznamenala na halovém ME 1987 ve francouzském Liévinu, na mistrovství Evropy 1990 ve Splitu a na halovém MS 1993 v Torontu, kde získala zlaté medaile. Na letních olympijských hrách 1988 v jihokorejském Soulu vybojovala bronzovou medaili. Reprezentovala také na letní olympiádě v Barceloně v roce 1992, kde doběhla ve finále na osmém místě.
Za své úspěchy byla v roce 1990 vyznamenána Řádem britského impéria (MBE).